# Louis Des Masures
Louis Des Masures (Tournai, 1515 – Sainte-Marie-aux-Mines, 17 giugno 1574) è stato uno scrittore, poeta e drammaturgo francese.

## Biografia
Dopo aver trascorso la giovinezza frequentando letterati e scrittori alla corte di Francesco I di Francia, dove si respirava un'atmosfera umanistica, fu costretto a fuggire a causa dell'accusa di aver propagandato la dottrina calvinista, trasferendosi a Metz.
Aveva conosciuto Giovanni Calvino a Ginevra.
Dedicatosi alla poesia profana e dopo aver tradotto l'Eneide, operò soprattutto in favore del protestantesimo.
Scrisse in prosa e in versi opere incentrate sulla religione, contrastando vivacemente la Chiesa cattolica.
Tuttavia, l'ammirazione di Des Masures per la giovane La Pléiade appare nelle sue poesie, in particolare in Ode à Du Bellay, che si conclude con un vibrante elogio di Pierre de Ronsard.
La sua formazione umanista riappare nella scelta che fece della lingua latina per scrivere un'epopea sui disordini religiosi, i Borbonias, dedicata nel 1572 a Coligny, e per la Poemata (edizione postuma del 1574), che riunì elogi di poeti e ministri protestanti, inni e preghiere.
Per il teatro si possono menzionare la Bergerie spirituelle e le Tragédies saintes, trilogia che vede come protagonista Davide,oltre a includere significati moraleggianti: le prove di Davide sono l'immagine delle persecuzioni subite da Gesù, ma anche dai protestanti.

## Opere
- Tragédies saintes, 1563:
  - David combattant, 1563;
  - David triomphant, 1563;
  - David fugitif, 1563;
- Bergerie spirituelle, 1566;
- Borbonias, 1572;
- Poemata, 1574;
- Josias : vray miroir des choses advenues de nostre temps, 1583;
- Adonias, tragédie de M. Philone, 1586.